# Dentinho (calciatore 1997)
Lucas Baptista Félix, meglio noto come Dentinho (Cachoeiro de Itapemirim, 7 maggio 1997), è un calciatore brasiliano, attaccante della Chapecoense.

## Carriera
Ha militato nelle serie inferiori del calcio brasiliano per la prima parte della sua carriera. L'11 aprile 2022 ha debuttato nel Brasileirão giocando con l'Avaí l'incontro vinto per 1-0 contro l'América-MG.

## Statistiche

### Presenze e reti nei club
Statistiche aggiornate al 16 maggio 2022.
| Stagione        | Squadra          | Campionato      | Campionato | Campionato | Coppe nazionali | Coppe nazionali | Coppe nazionali | Coppe continentali | Coppe continentali | Coppe continentali | Altre coppe | Altre coppe | Altre coppe | Totale | Totale |
| Stagione        | Squadra          | Comp            | Pres       | Reti       | Comp            | Pres            | Reti            | Comp               | Pres               | Reti               | Comp        | Pres        | Reti        | Pres   | Reti   |
| --------------- | ---------------- | --------------- | ---------- | ---------- | --------------- | --------------- | --------------- | ------------------ | ------------------ | ------------------ | ----------- | ----------- | ----------- | ------ | ------ |
| 2018            | Tigres do Brasil | B1/RJ           | 3          | 0          |                 | -               | -               |                    | -                  | -                  |             | -           | -           | 3      | 0      |
| 2019            | Tigres do Brasil | B1/RJ           | 8          | 0          |                 | -               | -               |                    | -                  | -                  |             | -           | -           | 8      | 0      |
| 2020            | Estrela do Norte | PD/ES           | 10         | 1          |                 | -               | -               |                    | -                  | -                  |             | -           | -           | 10     | 1      |
| 2021            | Sousa            | PD/PB+D         | 10+12      | 2+2        |                 | -               | -               |                    | -                  | -                  |             | -           | -           | 22     | 4      |
| 2022            | Hercílio Luz     | PD/SC           | 12         | 3          |                 | -               | -               |                    | -                  | -                  |             | -           | -           | 12     | 3      |
| 2022            | Avaí             | A               | 5          | 0          | CB              | -               | -               |                    | -                  | -                  |             | -           | -           | 5      | 0      |
| Totale carriera | Totale carriera  | Totale carriera | 60         | 8          |                 | -               | -               |                    | -                  | -                  |             | -           | -           | 60     | 8      |